# Erasinide
Erasinide (in greco antico: Ἐρασινίδης?, Erasìnides; ... – Atene, 406 a.C.) è stato un ammiraglio ateniese, uno dei comandanti ateniesi alle Arginuse.

## Biografia

### Battaglia delle Arginuse
Dopo la sconfitta subita da Alcibiade a Nozio (407 a.C.), questi fu esiliato; al suo posto furono nominati dieci comandanti, tra cui Erasinide.
Secondo Senofonte, Erasinide, Leone e Conone furono bloccati a Mitilene da Callicratida; nonostante ciò, Erasinide è menzionato tra gli otto comandanti ateniesi delle Arginuse.
Da ciò si può dedurre che o Senofonte s'è sbagliato, indicandoli al posto di Archestrato, o Erasinide era il capitano della nave che era giunta ad Atene forzando il blocco di Callicratida. Fatto sta che, assieme agli altri sette ammiragli, Erasinide fu uno dei comandanti della vittoriosa battaglia delle Arginuse.

### Processo delle Arginuse
Dopo che, però, una tempesta impedì di soccorrere gli Ateniesi che, dopo la fine della battaglia, erano rimasti in mare, gli Ateniesi decisero di processare gli otto ammiragli; due fuggirono, mentre sei, compreso Erasinide, tornarono in patria come ordinato. Ad iniziare il processo fu Archedemo, che multò Erasinide e lo portò davanti ad una corte di giustizia per aver intascato del denaro pubblico che aveva ricevuto nell'Ellesponto: per questa accusa Erasinide fu imprigionato, e la sua condanna spianò la strada al successivo processo intentato contro tutti i generali, che alla fine furono condannati a morte e giustiziati.